# Radiance of the Seas
O Radiance of the Seas é um navio de cruzeiros operado pela companhia Royal Caribbean International. Apesar de hoje dividir seu tempo entre o Pacífico Sul (com roteiros a partir da Austrália) e o Alaska, o Radiance chegou a vir ao Brasil, realizando uma temporada completa na América do Sul. Assim, é um dos cinco navios da frota atual da Royal Caribbean que já navegou pela região (os outros quatro são Empress of the Seas, Rhapsody of the Seas, Vision of the Seas e Mariner of the Seas). 